# Хныкин, Геннадий Валентинович
Геннадий Валентинович Хныкин (род. 22 декабря 1949) — доктор юридических наук (2005), профессор на кафедре трудового права юридического факультета Московского государственного университета (с 2005); работает в МГУ с 2003 года, читает курсы «Конкурентное право» и «Локальные источники трудового права».

## Биография
Геннадий Хныкин родился 22 декабря 1949 года; он получил высшее образование в Ивановском государственном университете, который окончил в 1976 году. Поступил в очную аспирантуру Всесоюзного научно-исследовательского института советского государственного строительства и законодательства (ВНИИСГСЗ). В 1984 году он успешно защитил кандидатскую диссертацию на тему «Правовые стимулы трудовой активности членов производственных бригад»; стал кандидатом юридических наук. Работал преподавателем кафедры гражданского права и процесса Ивановского университета, где в 1986 году стал доцентом. До апреля 2002 года являлся директором ОАО «Автокран» в городе Иваново.
В 2003 году Хныкин начал работать в юридическом факультете Московского государственного университета — стал старшим научным сотрудником на кафедре трудового права; через два года он успешно защитил докторскую диссертацию на тему «Локальные источники российского трудового права: теория и практика применения». В том же, 2005, году стал профессором кафедры. По данным на 2019 год, читает студентам МГУ курсы «Локальные источники трудового права» и «Конкурентное право»; являлся лектором магистерской программы «Труд, государство, бизнес: правовые аспекты взаимодействия». Являлся членом двух диссертационных советов: совета на юридическом факультете МГУ (с 14 апреля 2017 года; заместитель председателя) и в Высшей школе экономики (с 1 декабря 2013). Под его руководством было защищено несколько кандидатских диссертаций.
Хныкин также входит в редакционные советы трёх юридических и экономических журналов: «Хозяйство и право» (с 6 мая 2019 года), «Законодательство» (с 5 апреля 2019), а также — «Трудовое право в России и за рубежом» (с 2010).

## Работы
Геннадий Хныкин является автором и соавтором почти полутора сотен научных работ (статей, глав и книг), посвященных, преимущественно, вопросам трудового и предпринимательского права — и опубликованных в журналах «Вестник Московского университета» (серия «Право»), «Государство и право», «Медицинское право», «Кадровик», «Правоведение», «Российская юстиция», «Право и экономика», «Суд и правосудие», «Трудовое право», «Трудовые отношения», «Законодательство», «Вопросы трудового права», «Корпоративное право» и «Справочник кадровика». Детально исследовал историю локального регулирования трудовых отношений в СССР и России, выделив пять этапов формирования и развития локального нормотворчества.
- Правовые проблемы повышения трудовой активности членов производственных бригад: Учебное пособие. Иваново, 1988.
- Трудовые права и обязанности молодежи. Иваново, 1990.
- Нормативные основы организации и деятельности бригад. Иваново, 1990.
- Локальные нормативные акты трудового права. Иваново, 2004[3][4].
- Правовое регулирование труда медицинских работников: Практическое пособие. М., 2005.
- Хныкин Г. Организация и проведение аттестации работников // Трудовое право. — 2010. — № 4. — С. 12—18[5].